# Neostauropus pulverulentus
Neostauropus pulverulentus är en fjärilsart som beskrevs av Talbot 1926. Neostauropus pulverulentus ingår i släktet Neostauropus och familjen tandspinnare. Inga underarter finns listade i Catalogue of Life.